# 郡上八幡樂藝館
郡上八幡樂藝館（ぐじょうはちまんらくげいかん）は、岐阜県郡上市にある博物館・展示施設（近代建築）。
郡上市の条例での名称は郡上八幡樂藝館（旧林療院）である。
明治から平成にかけて開設されていた民間医院の旧林療院の建物であり、4棟ある。このうち本館、レントゲン棟、看護婦棟は国の登録有形文化財に登録されている。

## 建築
本館、レントゲン棟、看護婦棟、入院棟からなる。建物全体の延床面積は368m2。
本館
- 登録有形文化財としての名称は旧林療院本館。
- 1904年（明治37年）建設の木造2階建瓦葺の擬洋風建築。建築面積116m2。玄関ポ－チはイオニア式オーダーの円柱、建物の隅、腰壁は石造風に見せるモルタル仕上げである[4]。

レントゲン棟
- 登録有形文化財としての名称は旧林療院レントゲン棟。
- 大正初期建設の木造2階建鉄板葺の洋風建築。建築面積22m2。岐阜県でレントゲン施設が最も早く設置された施設という[5]。

看護婦棟
- 登録有形文化財としての名称は旧林療院看護婦棟。
- 木造2階建鉄板葺の建屋。建築面積41m2。江戸時代末期の足軽長屋を移転改築した建屋という[6]。

入院棟

## 概要
地域の学術文化、伝承に関する資料の保管及び展示。並びに地域住民の文化に関する創作活動のための施設である。
1997年（平成9年）に郡上郡八幡町が旧林療院の建物の寄付を受ける。文化財的価値が高いことからこれらの建物の保存活用を計画し整備及び大規模改修。2000年（平成12年）に郡上八幡樂藝館として開館。
本館1階とレントゲン棟1階は医院として使用されていた時の状態で保存公開。本館2階の一部と看護婦棟、入院棟は改修され、画廊や資料展示室となっている。

## 施設概要
- 旧林療院記念室
- 旧林療院レントゲン室
- 町方文化資料室
  - 寄贈された生活用具を保管展示
- 市民展示室
  - 市民の創作活動や作品の展示の場
- 郡上画廊
  - 芸術を主とする市民の創作活動や作品の展示の場

## 利用案内
- 所在地：岐阜県郡上市八幡町島谷789番地1
- 開館時間：10:00 - 16:00
- 休館日：月曜日（月曜日が祝日の場合は翌日）、年末年始（12月27日 - 1月4日）
- 入館料：一般220円・小中学生110円
  - 郡上市の高校生以上の住民を対象にした、郡上市内の7つの有料の博物館（郡上八幡樂芸館、古今伝授の里フィールドミュージアム、白山文化博物館、白山瀧宝殿、美並ふるさと館、明宝歴史民俗資料館、和良歴史資料館）共通の、年間パスポート券もある[7]。

## 交通アクセス

### 公共交通機関
- 長良川鉄道越美南線 郡上八幡駅下車、徒歩で約20分。
- まめバス「楽藝館前」バス停より徒歩ですぐ。
- 岐阜バス高速八幡線・高速白川郷線・白鳥交通郡上八幡白鳥線・八幡観光バス明宝線・和良線・平成エンタープライズVIPライナー・郡上八幡自主運行バス小駄良線「城下町プラザ」バス停より徒歩で約5分。

## 周辺施設
- 郡上八幡旧庁舎記念館
- 郡上八幡博覧館
- 齋藤美術館
- 宗祇水
- 郡上市役所本庁舎
- 郡上市産業プラザ
- 郡上市役所
- 郡上市産業プラザ
- 郡上市立八幡小学校
- 城下町プラザ
- 八幡信用金庫本店
- 大垣共立銀行八幡支店
- 慈恩護国禅寺
- 最勝寺